# James Shigeta
 (avril 2019).
Si vous disposez d'ouvrages ou d'articles de référence ou si vous connaissez des sites web de qualité traitant du thème abordé ici, merci de compléter l'article en donnant les références utiles à sa vérifiabilité et en les liant à la section « Notes et références ».
James Shigeta est un acteur américain, né le 17 juin 1929 à Honolulu (Hawaï) et mort le 28 juillet 2014 à Los Angeles (Californie).

## Biographie
Au cinéma, James Shigeta apparaît dans vingt-quatre films, majoritairement américains (plus quelques films étrangers ou coproductions). Le premier est The Crimson Kimono de Samuel Fuller (avec Glenn Corbett et Anna Lee), sorti en 1959, qui lui permet de gagner l'année suivante (1960) le Golden Globe de la révélation masculine de l'année. Le dernier est sorti en 2009.
Entretemps, mentionnons le film musical Au rythme des tambours fleuris d'Henry Koster (1961, avec Nancy Kwan), Yakuza de Sydney Pollack (1974, avec Robert Mitchum et Ken Takakura), Piège de cristal de John McTiernan (1988, avec Bruce Willis et Alan Rickman), ou encore Aniki, mon frère de Takeshi Kitano (son antépénultième film, 2000, avec le réalisateur et Omar Epps).
À la télévision, James Shigeta collabore à cinquante-quatre séries dès 1961, dont Au-delà du réel (deux épisodes, 1963-1964), Kung Fu (deux épisodes, 1974-1975), Magnum (deux épisodes, 1983-1986), et le feuilleton Beverly Hills 90210 (trois épisodes, 1999). La dernière à ce jour est la série d'animation Avatar, le dernier maître de l'air, pour laquelle il prête sa voix dans un épisode, diffusé en 2005.
Il contribue aussi à dix téléfilms, le premier étant A Carol for Another Christmas (en) de Joseph L. Mankiewicz (avec Peter Sellers et Sterling Hayden), diffusé en 1964. Parmi les neuf autres à ce jour (jusqu'en 1994), citons Tomorrow's Child de Joseph Sargent (1982, avec Stephanie Zimbalist et William Atherton).

## Filmographie partielle

### Cinéma
- 1959 : The Crimson Kimono de Samuel Fuller : détective Joe Kojaku
- 1960 : Walk Like a Dragon de James Clavell : Cheng Lu
- 1961 : Opération Geishas (Cry for Happy) de George Marshall : Suzuki
- 1961 : Le Pont vers le soleil (Bridge to the Sun) d'Étienne Périer : Hidenari Terasaki
- 1961 : Au rythme des tambours fleuris (Flower Drum Song) d'Henry Koster : Wang Ta
- 1966 : Paradise, Hawaiian Style de Michael D. Moore : Danny Kohana
- 1967 : The Mystery of the Chinese Junk de Larry Peerce : George Ti Ming
- 1973 : Les Horizons perdus (Lost Horizon) de Charles Jarrott : frère To-Lenn
- 1974 : Yakuza (The Yakuza) de Sydney Pollack : Goro
- 1976 : La Bataille de Midway (Midway) de Jack Smight : vice-amiral Chūichi Nagumo
- 1988 : Piège de cristal (Die Hard) de John McTiernan : Joseph Yoshinobu Takagi
- 1989 : Cage de Lang Elliott : Tin Lum Yin
- 1990 : China Cry : A True Story de James F. Collier : Dr Sung
- 1998 : Mulan de Tony Bancroft et Barry Cook (film d'animation) : général Li (voix)
- 2000 : Aniki, mon frère (Brother) de Takeshi Kitano : Sugimoto

### Télévision
Séries
- 1963 : Le Jeune Docteur Kildare (Dr. Kildare)
  - Saison 3, épisode 7 One Clear, Bright Thursday Morning : Dr Roy Shigera
- 1963-1964 : Au-delà du réel (The Outer Limits)
  - Saison 1, épisode 10 Le Cauchemar (Nightmare, 1963) de John Erman : Major Jong
  - Saison 2, épisode 10 Les Héritiers, 1re partie (The Inheritors, Part I, 1964) de James Goldstone : Capitaine Newa
- 1964 : L'Homme à la Rolls (Burke's Law), première série
  - Saison 1, épisode 25 Who Killed the Paper Dragon? de Marc Daniels : Sidney Ying
- 1965 : Perry Mason, première série
  - Saison 8, épisode 29 The Case of the Wrongful Writ de Richard Kinon : Ward Toyama
- 1965 : Les Espions (I Spy)
  - Saison 1, épisode 12 La Rançon (Three Hours on a Sunday Night) de Paul Wendkos : Tommy
- 1968 : Opération vol (It Takes a Thief)
  - Saison 1, épisode 9 Rencontre amicale (When Good Friends Get Together) de Lee H. Katzin : Fong Sing
- 1968 : Hawaï police d'État (Hawaii Five-0)
  - Saison 1, épisode 13 Le Témoin secret (Deathwatch) d'Herschel Daugherty : Joseph Matsukino
- 1969-1971 : L'Homme de fer (Ironside)
  - Saison 3, épisode 7 Des négociations difficiles (Love My Enemy, 1969) de Don Weis : Il Pak Soong
  - Saison 5, épisode 13 Sans motif apparent (No Motive for Murder, 1971) de Leslie H. Martinson : Toshio Watari
- 1970 : Mission impossible (Mission : Impossible), première série
  - Saison 5, épisode 7 Papillon (Butterfly) de Gerald Mayer : Shiki
- 1974-1975 : Kung Fu
  - Saison 3, épisode 11 L'Habit de la vengeance (The Garments of Rage, 1974 - Maître Kwan Li) de Marc Daniels et épisode 18 Le Royaume interdit (The Forbidden Kingdom, 1975 - Colonel Lin Pei) de Gordon Hessler
- 1976 : Section 4 (S.W.A.T.)
  - Saison 2, épisode 20 The Chinese Connection de Bruce Bilson : Lieutenant Eddie Chew
- 1976 : Les Rues de San Francisco (The Streets of San Francisco)
  - Saison 5, épisodes 1 et 2 Les Assassins, 1re et 2e parties (The Thrill Killers, Parts I & II) de Virgil W. Vogel : Le procureur
- 1977 : La Petite Maison dans la prairie (Little House on the Prairie)
  - Saison 3, épisode 17 L'Hôpital, 2e partie (To Live with Fear, Part II) de William F. Claxton : Sam Wing
- 1978 : Sergent Anderson (Police Woman)
  - Saison 4, épisode 14 Droits humains (The Human Rights of Tiki Kim) de Virgil W. Vogel : Bernie Kim
- 1979 : L'Île fantastique (Fantasy Island)
  - Saison 2, épisode 19 Ironie / La Chasse (Spending Spree / The Hunted) de George McCowan : Général Lin Sun
- 1982 : Ralph Super-héros (The Greatest American Hero)
  - Saison 2, épisode 11 The Hand-Painted Thai : Colonel Shawn Liang
- 1983 : Hooker (T.J. Hooker)
  - Saison 3, épisode 3 Le Sosie de May-Ling (Chinatown) de Don Chaffey : Chow Duc Khan
- 1983 : La croisière s'amuse (The Love Boat)
  - Saison 7, épisodes 7 et 8 Le Trésor de l'empereur, 1re et 2e parties (When Worlds Collide / The Captain and the Geisha / The Lottery Winners / The Emperor's Fortune) de Jerome Courtland : Le père de Bud
- 1983-1986 : Magnum
  - Saison 3, épisode 17 Le Poids du passé (Forty Years from Sand Island, 1983) : Dr Richard Enoka
  - Saison 7, épisode 8 Ascenseur pour nulle part (Paper War, 1986) : M. Obotu
- 1984 : Matt Houston
  - Saison 3, épisode 10 Argent blanchi (Blood Money) de Don Chaffey : Lin Ha
- 1984-1988 : Simon et Simon (Simon & Simon)
  - Saison 4, épisode 12 L'Oncle du Pacifique (Revolution #9-1/2, 1984) : Daniel Yoshiro
  - Saison 6, épisode 15 Opposites Attack (1987) : Musashi Sato
  - Saison 7, épisode 7 Le Tigre (Tale of the Tiger, 1988) : Chen
- 1985 : Supercopter (Airwolf)
  - Saison 2, épisode 13 Actes de violence (The America Dream) de Virgil W. Vogel : Colonel Tranh Van Zung
- 1987-1992 : Arabesque (Murder, She Wrote)
  - Saison 3, épisode 12 Le cadavre voyage en première (The Corpse Flew First Class, 1987) de Walter Grauman : John Sukahara
  - Saison 9, épisode 7 Le Meilleur et le Pire (Sugar & Spice, Malice & Vice, 1992) de Vincent McEveety : Luc Lee
- 1989 : Mission impossible, 20 ans après (Mission : Impossible)
  - Saison 1, épisode 10 Les Lions d'or (The Lions) : Ki
- 1989 : Vic Daniels, flic à Los Angeles (Dragnet)
  - Saison 1, épisode 3 The Payback : M. Minn
- 1989 : La loi est la loi (Jake and the Fatman)
  - Saison 3, épisode 4 Ange ou Démon (The Way You Look Tonight) de Leo Penn : rôle non-spécifié
- 1993-1994 : Le Rebelle (Renegade)
  - Saison 1, épisode 14 Samouraïs et Yakuzas (Samurai, 1993) de Terrence O'Hara : M. Ota
  - Saison 3, épisode 5 Le Vent noir (Black Wind, 1994) : Hideo Maruyama
- 1994 : SeaQuest, police des mers (SeaQuest DSV)
  - Saison 1, épisode 13 Opération sauvetage (Better Than Martians) et épisode 19 Soif de pouvoir (The Last Lap at Luxury) de Bryan Spicer : Le président vietnamien Chi
- 1994 : Babylon 5
  - Saison 2, épisode 6 L'Espion (Spider in the Web) : Taro Isogi
- 1996 : Cybill
  - Saison 3, épisode 3 Cybill au Japon (Cybill and Maryann Go to Japan) d'Andrew D. Weyman : M. Matsuzaki
- 1999 : Beverly Hills 90210, feuilleton
  - Saison 9, épisode 17 La Décision de Lauren (Slipping Away) : Ben Sosna
  - Saison 10, épisode 5 Ambiance famille (The Loo-Ouch) et épisode 12 Retrouvailles en famille (Nine Yolks Whipped Lightly) : Ben Sosna
- 2005 : Avatar, le dernier maître de l'air (Avatar : The Last Airbender), série d'animation
  - Saison 1, épisode 7 Solstice d'hiver, 1re partie : Le Maître spirituel (The Spirit World : Winter Solstice, Part I) de Lauren MacMullan : Le vieux voyageur (voix)

Téléfilms
- 1964 : A Carol for Another Christmas de Joseph L. Mankiewicz : le docteur
- 1968 : Escape to Mindanao de Don McDougall : Lieutenant Takahashi
- 1974 : The Questor Tapes (en) de Richard A. Colla : Dr Chen
- 1976 : The Killer Who Wouldn't Die de William Hale : David Lao
- 1979 : Samurai de Lee H. Katzin : Takeo Chisato
- 1980 : Enola Gay : The Men, the Mission, the Atomic Bomb de David Lowell Rich : Field Marshall Abehata
- 1982 : Tomorrow's Child de Joseph Sargent : Donald Shibura
- 1982 : The Renegades de Roger Spottiswoode : Jimmy Lee
- 1986 : The Family Martinez d'Oz Scott : juge Yamamoto

## Récompense
- 1960 : Golden Globe de la révélation masculine de l'année pour The Crimson Kimono.